# J. P. Morgan Jr.
John Pierpont "Jack" Morgan, Jr. o J. P. Morgan, Jr. (Irvington, Nueva York; 7 de septiembre de 1867 - Boca Grande, Florida; 13 de marzo de 1943) fue un banquero y filántropo estadounidense. 
Nació en Irvington, Nueva York, y se graduó en 1886 de la Universidad de Harvard, donde fue miembro de Delta Phi y de Delta Kappa Epsilon. Su padre fue el magnate financiero J. P. Morgan y, cuando este falleció en 1913, Jack heredó la mayor parte de su gran fortuna. Poseyó importantes obras de arte, como el Retrato de Giovanna Tornabuoni de Domenico Ghirlandaio; pero el crack del 29 quebrantó su fortuna y dicho cuadro pasó a manos de la familia Thyssen-Bornemisza. Actualmente se exhibe en el Museo Thyssen-Bornemisza de Madrid.
En 1890, J. P. Morgan hijo se casó con Jane Norton Grew, hija del banquero y dueño de fábricas de Boston Henry Sturgis Grew. Norton era tía del poeta Henry Grew Crosby. La pareja tuvo dos hijos (incluyendo a Henry Sturgis Morgan, un socio fundador de Morgan Stanley) y dos hijas (incluyendo a Frances Tracy Pennoyer, "la madre de seis, abuela de 28 y bisabuela de 31").
Thomas W. Lamont fue su sucesor al frente de J. P. Morgan y antes de ello negoció créditos y deudas en diversas partes del mundo.